# Carcerando

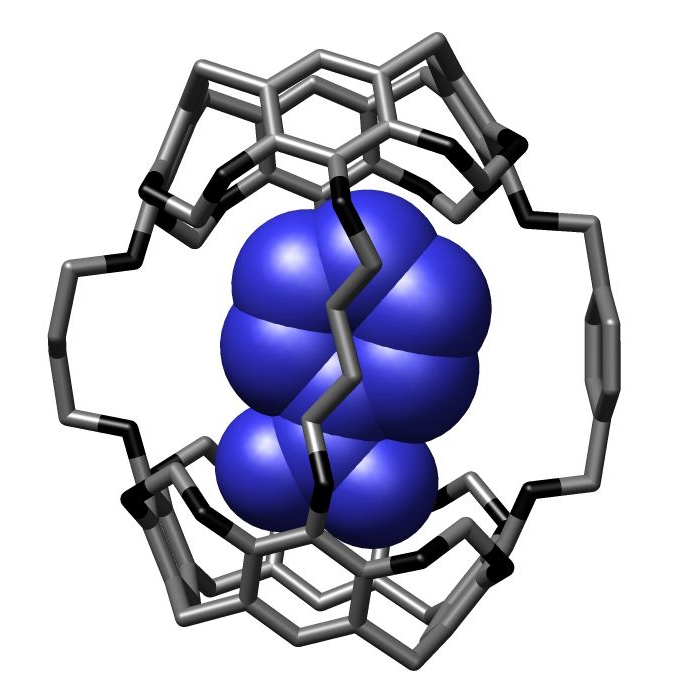
Struttura cristallina di un nitrobenzene legato all'interno di un emicarcerando riportata da Cram e colleghi in Chem. Commun., 1997, 1303-1304.

Un carcerando è una molecola ospitante che intrappola completamente il suo ospite in modo da non permetterne la fuga persino ad elevate temperature. Questo tipo di molecola è stata descritta la prima volta da Donald J. Cram nel 1985. I complessi formati da un carcerando con molecole ospiti imprigionate in modo permanente sono chiamati carceplessi. 
Di contro, gli emicarcerandi consentono alle molecole ospiti di entrare e uscire dalla cavità ad elevate temperature ma formeranno complessi stabili a temperatura ambiente. I complessi formati da un emicarcerando e dagli ospiti sono chiamati emicarceplessi.

## Reattività degli ospiti legati
Cram ha descritto l'interno del composto che funge da contenitore come la "fase interna" nella quale è possibile osservare una reattività radicalmente differente. Egli ha utilizzato un emicarcerando per isolare il composto antiaromatico ciclobutadiene, altamente instabile, a temperatura ambiente. L'emicarcerando stabilizza gli ospiti all'interno della sua cavità prevenendo la loro reazione con altre molecole.

## Sintesi

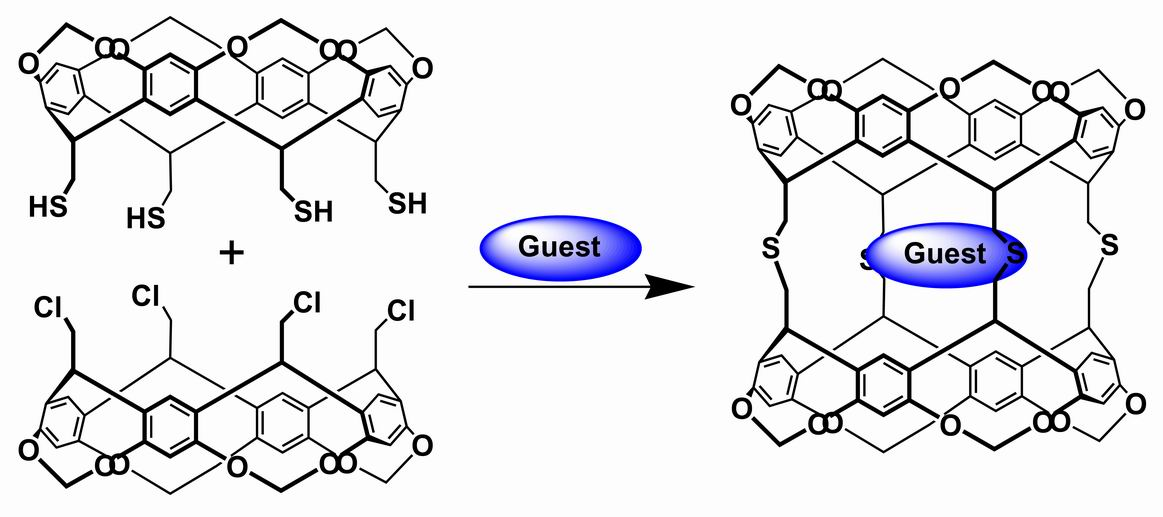
Sintesi di un carcerando a partire da due calixareni.

I carcerandi di prima generazione sono basati su emicarcerandi resorcinarenici con 4 sostituenti alchilici sul bordo superiore e 4 sostituenti reattivi sul bordo inferiore. L'accoppiamento di entrambi gli emicarcerandi ha luogo attraverso un gruppo distanziatore. Nella pubblicazione originale di Cram del 1985 vengono fatti reagire due differenti emicarcerandi, uno con gruppi reattivi clorometilici (-CH2Cl) e uno con gruppi reattivi tiometilici (-CH2SH) che danno una sostituzione nucleofila con un gruppo distanziatore dimetilsofuro (-CH2SCH2-) risultante. In questo esperimento gli ospiti erano le specie già presenti nel mezzo di reazione quali argon e dimetilformammide.
In un'altra configurazione i 4 gruppi funzionali del bordo inferiore sono aldeidi che condensano con 1,2-fenilendiammina dando le corrispondenti diimmine. I quattro gruppi distanziatori che connettono le due sfere sono adesso molto più lunghi e conseguentemente la cavità interna è molto più grande. I composti intrappolati nella cavità sono trattenuti attraverso legame costrittivo. Essi possono esseri introdotti semplicemente riscaldando in solvente puro come esaclorobutadiene. L'emivita del processo inverso è di 3,2 ore a 25 °C in CDCl3 tramite analisi NMR. Il ferrocene può essere introdotto riscaldando con l'emicarcerando in un solvente di grosse dimensioni quale l'ossido di tripiperidilfosfina. L'emivita per il rilascio del ferrocene è di 19,6 ore a 112 °C.

## Carcerandi di grosse dimensioni

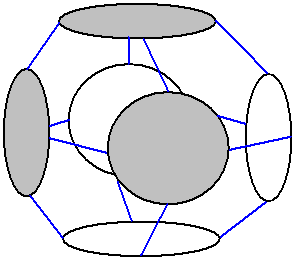
Nanocontenitore ottaedrico.

La cavità interna di un carcerando può arrivare a 1,7 nm3 quando sei emicarcerandi formano un singolo composto ottaedrico. Ciò è realizzato attraverso la chimica covalente dinamica in una condensazione one-pot di 6 equivalenti di tetraformil calixarene e 12 equivalenti di etilendiammina in presenza di acido trifluoroacetico come catalizzatore in cloroformio a temperatura ambiente, seguita dalla riduzione dei legami immidici con boroidruro di sodio.